# XIIe siècle
Le XIIe siècle (ou 12e siècle) commence le 1er janvier 1101 et finit le 31 décembre 1200.
Le XIIe siècle est, en Occident, un siècle de Renaissance, provoquée notamment par les traductions latines d'œuvres scientifiques et philosophiques grecques et arabo-musulmanes, et un contexte de réforme religieuse.

## Évènements

### Amérique
- 1100-1300 : troisième période Pueblo en Amérique du Nord[1].
- 1100-1300 : en Amérique du Sud, début de l'installation d'une tribu guerrière (probablement quechua) dans la vallée fertile du fleuve Urubamba près de la future Cuzco qui donnera naissance à l'Empire et à la civilisation des Incas. [Voir aussi la section « Empire inca » de l'article consacré au Pérou].
- 1200 : en Amérique centrale fin de la période « postclassique ancien » des civilisations mésoaméricaines, marquée notamment par les cultures des Toltèques et des Chichimèques, et début de la période « postclassique tardif », qui verra l'avènement de l'empire des Aztèques. [Voir aussi l'article détaillé : « Périodisation de la Mésoamérique »].
- 1100-1500 : période classique de la culture de Thulé en Amérique arctique[2]. Elle se répand vers l’est, dominant la zone du Groenland à la Sibérie orientale. Les Inuits modernes sont les héritiers de cette culture (équipement spécial de pêche à la baleine avec sondes à neige et dispositifs antidérapants,mode de vie sédentaire, chasse aux mammifères marins, essentiellement la baleine.)
- 1150-1400 : période classique de la civilisation des Hohokams dans le sud-ouest de l’Amérique du Nord[3]. Les objets importés (cloche de cuivre, mosaïques de turquoise, bracelets et perles de coquillages sculptés, anneaux d’oreille, palettes de pierre, miroirs de pyrite, vases et figurines) et le style architectural (jeux de balle, tertres plates-formes) témoignent de l’influence mexicaine.

### Afrique
- Vers le XIe ou le XIIe siècle : début des migrations des Aja du Dahomey à partir du Pays-Adja sur les rives du Mono, entre Tado et Athiémé. Les Houénon partent vers l'est les premiers vers le plateau d'Aplahoué et assimilent les populations autochtones. Les Houla et les Houéda émigrent ensemble vers les rives du lac Ahémé, les Houla vont s'installer plus tard au bord de la mer. Les Houéda auraient donné leur nom à la ville de Ouidah. Les Agassouvi, venus de Tado, se déplacent plus tard (XVe siècle) sur le site d’Allada d’où ils fondent au XVIIe siècle les royaumes d’Allada, de Porto-Novo et d’Abomey[4].
- XIIe – XIVe siècles :
  - sur la côte des Zandj (Tanzanie), Kiloa prend la prééminence sur les autres cités arabes ou persanes de la côte est de l’Afrique jusqu’au XIVe siècle sous la dynastie Shirazi, qui bat sa propre monnaie. Le port dépend de l’exportation de l’or, de l’ivoire, des cornes, de la cire, des peaux, de l’écaille de tortue et des esclaves vers l’Arabie et l’Inde ; en retour, il reçoit de la céramique chinoise et islamique, des perles de verres et des tissus[5].
  - le clan d'origine arabe chérifienne des Bani Saâd s’établit au Maroc vers le XIIe siècle, aux environs de Zagora dans le Sud, parmi les oasis de l'oued Drâa et sur la lisière du Sahara[6].
- XIIe – XVe siècles : apogée de la civilisation d'Ifé au sud-ouest de l’actuel Nigeria, remarquable par ses têtes sculptées en bronze et en terre cuite qui représentent les Ooni (chefs)[7].
- Vers 1100-1200 : culture du fonio attestée sur le site de Kerebe-Sira-Tomo au Burkina Faso [8].
- Vers 1170-1180 : Ọranyan, fils du roi des Yorouba d'Ife, est envoyé à Bénin où il prend une épouse. Leur fils Eweka devient le premier oba du royaume du Bénin qui prospère du XIVe siècle au XVIIe siècle[9]. La ville de Bénin est entourée d’énormes fortifications de terre, avec un dénivelé de 17 m entre le fond du fossé et le sommet du remblai.
- Après des luttes entre les clans Taraoré et Konalé, un chef Mandingue du clan Keita fonde le royaume musulman du Mali et établit sa capitale à Dyeriba[10] sur le Niger à la fin du siècle[11].

### Asie

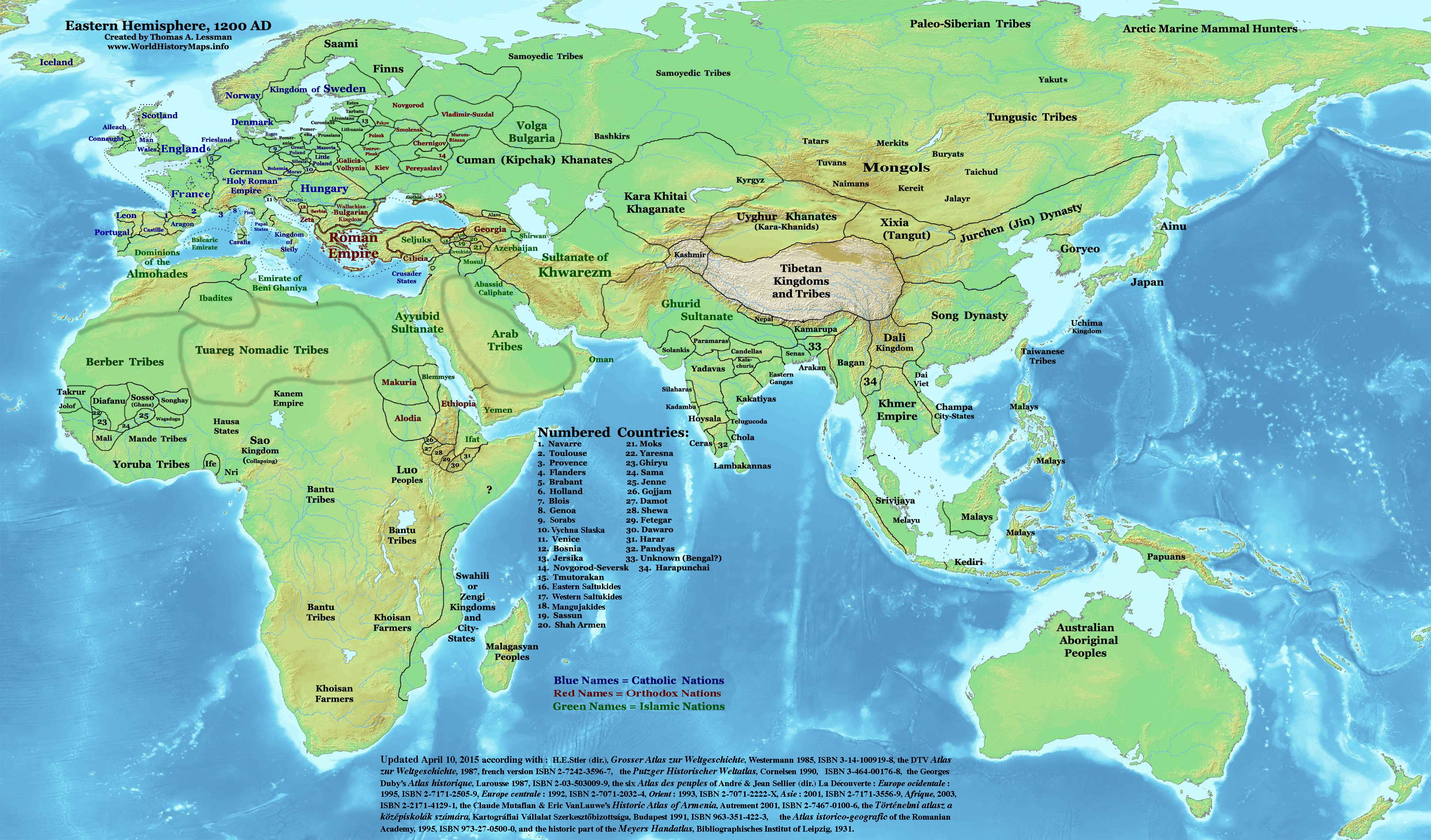
Situation des pouvoirs régionaux en Eurasie au tournant de 1200, à la veille des conquêtes mongoles.

- 1095–1126-1135 : au début du siècle, en Corée, la stabilité du Koryŏ est remise en cause. De puissantes familles aristocratiques luttent contre le trône pour contrôler la région tandis que la dynastie mandchoue Jin exerce une pression extérieure, provoquant des réactions divisées de la part d’un pouvoir devenu incertain ; les troubles culminent avec la révolte des militaires qui s'emparent du pouvoir en 1170[12].
- 1099-1187 : apogée du royaume latin de Jérusalem ; reconquis par Saladin en 1187, il est secouru par les deuxième (1146-1149) et troisième croisades (1187-1192) et se maintient de Tyr à Ascalon avec Saint-Jean-d'Acre comme capitale jusqu'en 1291[13].
- 1121 : David IV le Constructeur chasse les Turcs Seldjoukides avec l'aide des croisés et restaure le royaume de Géorgie, inaugurant l'« âge d'or » de l'histoire de la Géorgie médiévale[14].
- 1153-1186 : âge d’or du Sri Lanka pendant le règne de Parakramabahu I, roi de Polonnaruwa. Il unifie l'île et centralise son administration[15].
- 1180-1185 : la guerre de Genpei au Japon marque la fin de l'ère Heian et le début de la période Kamakura (1185-1333)[16].
- Vers 1130–1146 : Kaboul khan forme le Khamag Mongol dans les bassins de l’Onon et du Kerulen[17] ; les premiers embryons d’États mongols sont apparus à partir du XIe siècle. Au cours du XIIe siècle, selon la légende, Qaïdou aurait été le premier chef de tribu mongol à vouloir créer un État puissant. Il assujettit plusieurs des tribus voisines. Son arrière-petit-fils, Kaboul, qui aurait porté le titre de khan ou de khagan, est le premier à défier la dynastie Djürchet. D’abord vassal des Jin, il se rend à la cour de Pékin, puis entre en conflit avec eux (1135-1139). Vers 1147, il signe un traité de paix avec les Jin qui reconnaissent son indépendance[18].

- L'Arménien Abousahl mentionne une église nestorienne à Barus, dans le nord de l'île indonésienne de Sumatra[19].

### Europe

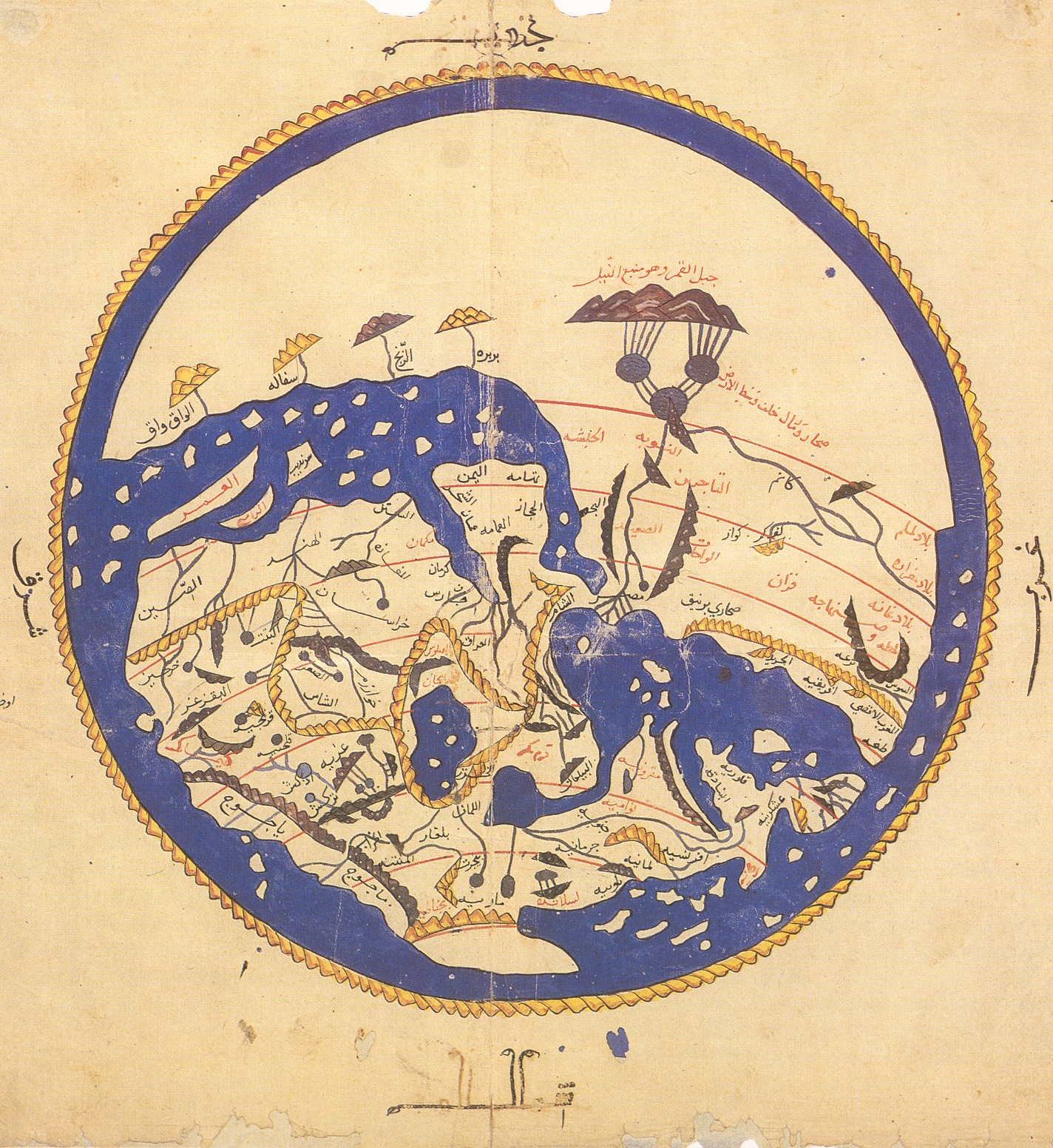
Tabula Rogeriana, mappemonde du géographe Al Idrissi réalisée pour Roger II de Sicile à Palerme en 1154.

- 1080-1180 : période d’hivers doux et d’étés secs en Europe occidentale[20].
- Vers 1100 : 48 millions d'habitants en Europe[21]. Les conditions climatiques favorables entrainent la formation de nouvelles agglomérations et des défrichements. La population s’accroît. Les techniques se développent : moulins à eau, charrues et attelages, apparition des moulins à vent à la fin du siècle[22]. Les premières chartes de franchises (Prisches en Avesnois, Lorris en Gâtinais et Beaumont en Argonne[23]) apportent aux paysans des libertés. Elles codifient les usages, précisent les devoirs des dépendants dont elles suppriment les plus dures obligations.

- 1098-1195 : « Grande guerre méridionale », conflit entre les comtes de Toulouse, les comtes de Barcelone, et les ducs d'Aquitaine, pour le contrôle du Midi de la France[24].
- 1115 : fondation de l'abbaye de Clairvaux par Bernard de Clairvaux après sa formation à Cîteaux (1112-1114). L'ordre cistercien connait un développement considérable et à la mort de Bernard en 1153, Clairvaux compte 350 filiales en Europe[25].
- Vers 1120 à 1190 : une grande période de découverte de la science arabe (arithmétique, algèbre, astronomie, médecine, chimie) se développe : Al-Khawarizmi, Avicenne, Al-Ghazâlî, et des auteurs grecs, principalement Aristote (commentaires d'Aristote par Avicenne, Organon, métaphysique, logique, etc.), Euclide, Ptolémée[26].
- Vers 1130 : les premières armoiries apparaissent et leur usage se généralise dans la noblesse vers 1220[27].
- 1135-1154 : anarchie anglaise, guerre civile entre Étienne de Blois et Mathilde l’Emperesse[28].
- 1145-1146 : le pape Eugène III appelle à la deuxième croisade[29].

- Après 1150 : apogée de la construction de châteaux forts en pierre (architecture philippienne) qui remplacent les mottes castrales.

- 1187 : le pape  Grégoire VIII appelle à la troisième croisade après la prise de  Jérusalem par Saladin[30].
- 1198 : le pape Innocent III appelle à la quatrième croisade qui se termine au début du XIIIe siècle[30].

## Personnages significatifs
- Chefs politiques :
  - Roger II de Sicile (1095-1154), premier roi normand de Sicile, fit progresser la géographie avec Al-Idrisi ;
  - Thierry d'Alsace (vers 1099/1101 - 1168), comte de Flandre de 1128 à sa mort ;
  - Saladin (Mésopotamie, 1138 - Damas, 1193), sultan d'Égypte, fondateur de la dynastie ayyoubide, vainqueur des croisés à Hattin, reconquiert Jérusalem.
  - Gengis Khan (ca 1155-1227), grand Khan de l'empire mongol.
  - Henri II d'Angleterre, (1133-1189), Premier roi de la dynastie des Plantagenêts, renforce le pouvoir royal en Angleterre, vassal du roi de France mais possédant plus de terres en France que lui. Fin stratège et politique. Au début de son règne, il ne possède que la Normandie mais par les alliances matrimoniales et les guerres, il soumet l'Angleterre (son héritage), l'Irlande, l'Écosse et les deux tiers du royaume de France. À sa mort, il laisse un État puissant et très bien organisé, l'Empire angevin.
  - Aliénor d'Aquitaine (1122-1204), reine de France puis d'Angleterre. Comtesse du Poitou et duchesse d'Aquitaine, le territoire qu'elle administre correspond à un gros tiers de la France. Quand elle se marie avec Henri II, l'Angleterre contrôle la majorité de la France. Elle est une des premières femmes politiques de tous les temps. Elle enfanta trois rois d'Angleterre.
  - Richard I d'Angleterre, (1157-1199), roi d'Angleterre, dit Richard Cœur de Lion, fils d'Henri II d'Angleterre et d'Aliénor d'Aquitaine.
  - Philippe Auguste (1165-1223), roi de France.

- Religieux :
  - Suger  (1080 ou 1081-1151) homme d'Église et homme d'État français, à l'origine de la basilique de Saint-Denis, première basilique gothique.
  - Bernard de Clairvaux (1090-1153), religieux et réformateur, fondateur de l'abbaye de Clairvaux, développe l'ordre de Cîteaux (1115).

- Philosophes et théologiens :
  - Pierre Abélard (1079-1142), l'un des fondateurs de la scolastique.
  - Gérard de Crémone (v. 1114, v. 1187), traducteur d'œuvres grecques et arabes (Ptolémée, Aristote, Al-Kindi, Al-Razi…)
  - Averroès (1126-1198), philosophe arabe, célèbre pour ses commentaires d'Aristote.
  - Zhu Xi (1130-1200), chef de file du néoconfucianisme en Chine.
  - Maïmonide (1135-1204), philosophe et théologien juif.
  - Hildegarde de Bingen (1098-1179), mystique allemande.
  - Jean de Salisbury (vers 1115, 1180), philosophe et historien anglais, membre de l'École de Chartres.